# Tour de Guadeloupe
Die Tour de Guadeloupe ist ein französisches Straßenradrennen.
Das Etappenrennen im französischen Überseedépartement Guadeloupe, welches seinen Termin typischerweise im August hat und meistens zehn oder mehr Etappen umfasst, wurde im Jahre 1948 zum ersten Mal ausgetragen. Seit Einführung der UCI America Tour in der Saison 2005 ist das Rennen Teil dieser Rennserie und in die Kategorie 2.2 eingestuft, davor waren ausschließlich Amateure bei dem Rennen zugelassen. Rekordsieger sind José Daniel Bernal und José Flober Peña, die das Rennen jeweils viermal für sich entscheiden konnten.

## Palmarès
| Jahr | Sieger                   | Zweiter               | Dritter              |          |
| ---- | ------------------------ | --------------------- | -------------------- | -------- |
| 1948 | Robert Carlosse          | Justin Dupalan        | Édouard Ursule       |          |
| 1949 | Maxime Carlosse          | Robert Carlosse       | Édouard Ursule       |          |
| 1950 | Maxime Carlosse          | Robert Carlosse       | Lucien Peston        |          |
| 1951 | Camille Daridan          | Jules Houillier       | Thierry Michineau    |          |
| 1952 | Camille Daridan          | Maxime Carlosse       | Édouard Ursule       |          |
| 1953 | Alceste Farescour        | Pierre Antoine        | Audibert Nanette     |          |
| 1954 | Maxime Benuffe           | Pierre Antoine        | Alceste Farescour    |          |
| 1955 | René Cock                | Denis Bordelais       | Jules Houillier      |          |
| 1956 | Maxime Benuffe           | Jules Houillier       | Pierre Antoine       |          |
| 1957 | Sonore Ursule            | Erman Thésin          | Denis Bordelais      |          |
| 1958 | Richard Bernard          | Sonore Ursule         | Erman Thésin         |          |
| 1959 | Robert Bolus             | Gilbert Gibrien       | Sonore Ursule        |          |
| 1960 | Robert Bolus             | Erman Thésin          | Samson Mayoute       |          |
| 1961 | Jean Arzé                | Pierre Suter          | Henri Belena         |          |
| 1962 | André Seidler            | Gérard Nagau          | Robert Bolus         |          |
| 1964 | Sylvère Cabrera          | Robert Bolus          | Turenne Landry       |          |
| 1966 | Alain Pauline            | Roger Bordelais       | Bernard Doussaint    |          |
| 1967 | Alain Pauline            | Roland Deveaux        | David Deloumeaux     |          |
| 1969 | Saturnin Molia           | Roland Deveaux        | Jean-Claude René     |          |
| 1970 | Régis Ovion              | Alain Pauline         | Saturnin Molia       |          |
| 1971 | Gérard Annequin          | Roland Éloi           | Saturnin Molia       |          |
| 1972 | Francisco Triana         | Abatuel Chitiva       | Valentin Claire      |          |
| 1973 | Jacques Martinez         | Babylas Jacobin       | Maurice Duro         |          |
| 1974 | Jacques Imbrogno         | Robert Charles        | Romain Gueppois      |          |
| 1975 | Robert Charles           | Valentin Claire       | Alain Mayoute        |          |
| 1976 | Louis Coquelin           | Alain Budet           | Jean-Michel Avril    |          |
| 1977 | Valentin Claire          | Piero Civino          | Rolando Cartaya      |          |
| 1978 | Valentin Claire          | Aldo Arencibia        | Charles Firpion      |          |
| 1979 | Humbert Aristee          | Jean-Pierre Henrard   | Guy Janiszewski      |          |
| 1980 | Rosalien Pierre          | Raymond Perrin        | Jean-Pierre Unimon   |          |
| 1981 | Mike Gutmann             | Pacho Rodríguez       | Luc Morand           |          |
| 1982 | Pablo Wilches            | Luc Morand            | André Massard        |          |
| 1983 | Argemiro Bohórquez       | Luc Morand            | Roger Jeannette      |          |
| 1984 | Julio César Cadena       | Richard Metony        | Luc Morand           |          |
| 1985 | Éric Zubar               | Rosalien Pierre       | Maurice Amos         |          |
| 1986 | Alberto Camargo          | Éric Zubar            | Gilles Faury         |          |
| 1987 | Efraín Rico              | Álvaro Mejía          | Jesús Torres         |          |
| 1988 | Leonardo Sierra          | José Villamizar       | Enrique Campos       |          |
| 1989 | Alexis Méndez            | Jesús Torres          | Marco Masetti        |          |
| 1990 | Robinson Merchán         | André Alexis          | Alexis Méndez        |          |
| 1991 | Molière Gène             | Henry Ortiz           | Erwin Thijs          |          |
| 1992 | Efraín Rico              | Jens Voigt            | Jair Bernal          |          |
| 1993 | Julio César Aguirre      | Alexis Méndez         | Alekandras Ivanovas  |          |
| 1994 | José Castelblanco        | Walter Bénéteau       | Peter Longbottom     |          |
| 1995 | José Daniel Bernal       | Christian Blanchard   | Mickaël Pichon       |          |
| 1996 | Walter Bénéteau          | Raúl Gómez Suárez     | Frédéric Mainguenaud |          |
| 1997 | Philippe Mauduit         | José Ismael Sarmiento | Álvaro Sierra        |          |
| 1998 | Régis Balandraud         | Ghislain Marty        | José Daniel Bernal   |          |
| 1999 | José Daniel Bernal       | Vincent Klaes         | Lionel Lorgeou       |          |
| 2000 | José Daniel Bernal       | Julian Winn           | José Flober Peña     |          |
| 2001 | Rodolfo Camacho          | Carlos Ochoa          | José Daniel Bernal   |          |
| 2002 | Frédéric Delalande       | José Daniel Bernal    | Rodolfo Camacho      |          |
| 2003 | José Daniel Bernal       | Hugo Ferney Osorio    | José Flober Peña     |          |
| 2004 | José Flober Peña         | Miguel Ubeto          | Nicolas Dumont       |          |
| 2005 | José Flober Peña         | José Daniel Bernal    | Alexander Mironow    |          |
| 2006 | Martin Prázdnovský       | José Daniel Bernal    | Andrei Misurow       |          |
| 2007 | José Flober Peña         | Nicolas Dumont        | Edwin Sánchez        |          |
| 2008 | José Flober Peña         | Cameron Evans         | Edwin Sánchez        |          |
| 2009 | Nicolas Dumont           | Miguel Ubeto          | Edwin Sánchez        |          |
| 2010 | Francisco Mancebo        | Boris Carène          | Edwin Sánchez        |          |
| 2011 | Boris Carène             | Klaas Sys             | Carter Jones         |          |
| 2012 | Ludovic Turpin           | Bruno Langlois        | Jun’ya Sano          |          |
| 2013 | Pierre Lebreton          | José Chacón           | Miyataka Shimizu     |          |
| 2014 | John Nava                | Damien Monier         | Juan Murillo         |          |
| 2015 | Boris Carène             | Diego Milán           | Antonio Pedrero      |          |
| 2016 | Damien Monier            | Maxime Le Lavandier   | José Chacón          |          |
| 2017 | Sébastien Fournet-Fayard | Juan Murillo          | Žydrūnas Savickas    |          |
| 2018 | Boris Carène             | Francisco Mancebo     | Yonathan Salinas     |          |
| 2019 | Adrien Guillonnet        | Wadim Pronski         | Frederik Dombrowski  |          |
| 2020 | abgesagt                 | abgesagt              | abgesagt             | abgesagt |
| 2021 | Stefan Bennett           | Luis Mora             | Clément Braz Afonso  |          |
| 2022 | Stefan Bennett           | Tom Donnenwirth       | Célestin Guillon     |          |
| 2023 | Benjamin Le Ny           | Esneyder Báez         | Tyler Stites         |          |
| 2024 | Kevin Castillo           | Sebastián Castaño     | Sam Maisonobe        |          |
| 2025 |                          |                       |                      |          |